# Mikakunin de shinkōkei
Mikakunin de shinkōkei (未確認で進行形? lett. "Non confermato & in corso") è un manga yonkoma scritto e disegnato da Cherry-Arai, serializzato sulla rivista Manga 4-Koma Palette della Ichijinsha dal 22 aprile 2009 al 27 febbraio 2022, per poi proseguire su Monthly Comic Rex dal 27 aprile 2022 al 27 marzo 2024. Un adattamento anime, prodotto dalla Doga Kobo, è stato trasmesso in Giappone tra l'8 gennaio e il 26 marzo 2014. Due OAV sono stati pubblicati rispettivamente il 19 e il 28 marzo 2014.

## Trama
Kobeni Yonomori è una studentessa liceale che una volta diventata sedicenne, scopre di essere già fidanzata con un ragazzo di nome Hakuya Mitsumine per via di un accordo fatto dal suo nonno defunto. Costui da questo momento in poi si stabilirà a casa sua insieme alla sorellina Mashiro, e Kobeni, seppur riluttante, dovrà dunque cercare di adattarsi alla sua nuova vita familiare, finora ristretta solo a sua madre Akane e a sua sorella Benio. Ben presto, però, la ragazza si renderà conto che Hakuya e Mashiro sono ben più di ciò che sembrano.

## Personaggi

Mashiro, Kobeni e Benio

### Famiglia Yonomori
Kobeni Yonomori (夜ノ森 小紅?, Yonomori Kobeni)
Doppiata da: Haruka Terui
L'eroina principale, ossia una sedicenne dotata di un grande senso di responsabilità che si occupa ogni giorno della cucina e delle faccende domestiche. Da bambina è caduta da una rupe ed è stata salvata da Hakuya, anche se lei non si ricorda niente né dell'incidente né di lui. Tuttavia col passare del tempo inizia a rammentare qualcosa, soprattutto dopo aver saputo che Hakuya le ha donato metà dei suoi poteri per farla sopravvivere, i quali però hanno l'effetto collaterale di farle salire la febbre di tanto in tanto. A scuola cerca sempre di non attirare troppo l'attenzione, anche se ciò è inevitabile in quanto è la sorella minore della presidentessa del consiglio studentesco.
Benio Yonomori (夜ノ森 紅緒?, Yonomori Benio)
Doppiata da: Eriko Matsui
La sorella maggiore di Kobeni, nonché la presidentessa del consiglio studentesco della sua scuola. Ha un complesso sia per le sorelline che per le loli, ecco perché impazzisce completamente per Kobeni, la quale ormai è abituata al suo comportamento ossessivo nei suoi confronti, e per Mashiro, che la teme fortemente. È molto popolare a scuola, dove è costretta mascherare la sua personalità normale di casa con una più raffinata e dove viene chiamata Benio-sama. Inoltre è anche molto protettiva nei confronti di Kobeni, in quanto si sente responsabile per ciò che le è successo in passato.
Akane Yonomori (夜ノ森 茜?, Yonomori Akane)
Doppiata da: Yui Watanabe
La madre di Kobeni e Benio, la quale è spesso impegnata col lavoro.

### Famiglia Mitsumine
Hakuya Mitsumine (三峰 白夜?, Mitsumine Hakuya)
Doppiato da: Wataru Hatano
Il fidanzato di Kobeni e il fratello maggiore di Mashiro. È un tipo molto calmo e di buon cuore che aiuta Kobeni ogni volta che può. Da bambino ha salvato la vita a Kobeni dopo che questi cadde da una rupe, ma nonostante ciò si sente comunque in colpa per non essere riuscito ad impedire l'incidente. Da quel momento in poi è anche rimasto ferito all'occhio destro, con il quale non riesce più a vedere bene, ragion per cui si è fatto crescere la frangia per nascondere la cicatrice. Come hobby si diverte a costruire palazzi storici con i fiammiferi, i quali vengono spesso distrutti involontariamente da Mashiro. La sua espressione facciale rimane praticamente sempre la stessa, sia quando è felice che quando è triste, ma Kobeni sembra essere l'unica a capire il suo stato d'animo subito ogni volta. Più tardi si scopre che egli è un inugami e che ha donato metà dei suoi poteri a Kobeni per salvarle la vita.
Mashiro Mitsumine (三峰 真白?, Mitsumine Mashiro)
Doppiata da: Yuri Yoshida
La sorella minore di Hakuya. Nonostante abbia solo nove anni, riesce ad iscriversi nella stessa classe di Kobeni e a confondersi tra gli altri studenti della scuola grazie ai suoi poteri ipnotici. Dice spesso di non essere una bambina, sebbene non abbia nemmeno dieci anni, ma alla fine il suo comportamento la tradisce sempre in quanto non riesce mai a nascondere i suoi veri sentimenti riguardo a cosa le piace o meno. Teme Benio, ma allo stesso tempo si fa influenzare facilmente dalle cose dolci. Ha anche paura degli alieni e degli UMA, di cui più tardi inizia a collezionare dei modellini presenti in alcune confezioni di cioccolata.
Shirayuki Mitsumine (三峰 白雪?, Mitsumine Shirayuki)
Doppiata da: Yuri Komagata
La madre dal fisico mingherlino e dall'aspetto molto giovanile di Mashiro ed Hakuya. Viene facilmente distratta dalle cose dolci ed ha la tendenza a rivelare informazioni importanti in maniera casuale. È proprio lei a rivelare infatti che il clan Mitsumine non è umano.

### Altri personaggi
Mayura Momouchi (桃内 まゆら?, Momouchi Mayura)
Doppiata da: Aimi Terakawa
La migliore amica e compagna di classe di Kobeni, la cui famiglia possiede una grande fabbrica di cioccolata.
Nadeshiko Kashima (鹿島 撫子?, Kashima Nadeshiko)
Doppiata da: Ayane Sakura
La vicepresidentessa del consiglio studentesco che deve sempre tenere Benio sotto controllo.
Konoha Suetsugi (末続 このは?, Suetsugi Konoha)
Doppiata da: Saki Fujita
La segretaria del consiglio studentesco che ammira immensamente Benio ed è affezionata a lei tanto quanto tutti gli altri studenti della scuola (tranne qualche eccezione come Mashiro). Proprio per questo motivo è molto invidiosa di Kobeni e Mashiro poiché entrambe hanno l'incredibile privilegio di poter vivere con lei. Fa parte della stessa specie di Mashiro ed Hakuya e inizialmente sembra interessata a sposarsi con quest'ultimo poiché sua madre le ha detto di non farsi mai sfuggire l'occasione di reclamare un proprio simile di sesso maschile quando ne trova uno.
Niko Ōno (大野 仁子?, Ōno Niko)
Doppiata da: Asuka Kakumoto
Un'amica intima di Konoha e un membro del club del giornale che è sempre alla ricerca di uno scoop per essere promossa alla posizione di caporedattrice.

## Media

### Manga
Il manga, scritto e disegnato da Cherry-Arai, ha iniziato la serializzazione sul numero di giugno 2009 del Manga 4-Koma Palette (al tempo Manga 4-Koma Kings Palette) della Ichijinsha, uscito il 22 aprile 2009. La serializzazione sulla testata ha continuato fino al 27 febbraio 2022, per poi proseguire su Monthly Comic Rex dal 27 aprile 2022 al 27 marzo 2024, dove si è concluso. Il primo volume tankōbon è stato pubblicato il 22 luglio 2010 e al 27 settembre 2023 ne sono stati messi in vendita in tutto quindici, di cui il quarto è stato reso disponibile anche in edizione limitata con il DVD del videoclip animato della musica Zentaiteki ni sensation (ぜんたい的にセンセーション?), cantata da Haruka Terui, Eriko Matsui e Yuri Yoshida.

#### Volumi
| Nº | Data di prima pubblicazione                | Data di prima pubblicazione                                                     | Data di prima pubblicazione |
| Nº | Giapponese                                 | Giapponese                                                                      |                             |
| -- | ------------------------------------------ | ------------------------------------------------------------------------------- | --------------------------- |
| 1  | 22 luglio 2010                             | ISBN 978-4-7580-8088-0                                                          |                             |
| 2  | 22 ottobre 2011                            | ISBN 978-4-7580-8135-1                                                          |                             |
| 3  | 22 novembre 2012                           | ISBN 978-4-7580-8161-0                                                          |                             |
| 4  | 28 dicembre 2013 (ed. regolare & limitata) | ISBN 978-4-7580-8194-8 (ed. regolare) ISBN 978-4-7580-8195-5 (ed. limitata)     |                             |
| 5  | 28 marzo 2014 (ed. regolare & speciale)    | ISBN 978-4-7580-8198-6 (ed. regolare) ISBN 978-4-7580-8199-3 (ed. con OAV)      |                             |
| 6  | 20 marzo 2015 (ed. regolare & speciale)    | ISBN 978-4-7580-8228-0 (ed. regolare) ISBN 978-4-7580-8229-7 (ed. con drama-CD) |                             |
| 7  | 22 marzo 2016 (ed. regolare & speciale)    | ISBN 978-4-7580-8260-0 (ed. regolare) ISBN 978-4-7580-8261-7 (ed. speciale)     |                             |
| 8  | 22 maggio 2017 (ed. regolare & speciale)   | ISBN 978-4-7580-8286-0 (ed. regolare) ISBN 978-4-7580-8287-7 (ed. speciale)     |                             |
| 9  | 21 luglio 2018 (ed. regolare & speciale)   | ISBN 978-4-7580-8308-9 (ed. regolare) ISBN 978-4-7580-8309-6 (ed. speciale)     |                             |
| 10 | 22 luglio 2019 (ed. regolare & speciale)   | ISBN 978-4-7580-8323-2 (ed. regolare) ISBN 978-4-7580-8324-9 (ed. speciale)     |                             |
| 11 | 22 luglio 2020 (ed. regolare & speciale)   | ISBN 978-4-7580-8348-5 (ed. regolare) ISBN 978-4-7580-8349-2 (ed. speciale)     |                             |
| 12 | 22 giugno 2021 (ed. regolare & speciale)   | ISBN 978-4-7580-8364-5 (ed. regolare) ISBN 978-4-7580-8365-2 (ed. speciale)     |                             |
| 13 | 21 aprile 2022 (ed. regolare & speciale)   | ISBN 978-4-7580-6971-7 (ed. regolare) ISBN 978-4-7580-6972-4 (ed. speciale)     |                             |
| 14 | 27 febbraio 2023                           | ISBN 978-4-7580-8409-3                                                          |                             |

1527 settembre 2023ISBN 978-4-7580-8449-9

### Anime
La serie televisiva anime, prodotta dalla Doga Kobo e diretta da Yoshiyuki Fujiwara, è andata in onda dall'8 gennaio al 26 marzo 2014 sulla ABC e più tardi anche su AT-X, Tokyo MX e BS11. Il soggetto è stato scritto da Fumihiko Shimo, mentre il character design è stato sviluppato da Ai Kikuchi. Le sigle di apertura e chiusura sono rispettivamente Tomadoi→Recipe (とまどい→レシピ?) e Mashiro World (まっしろわーるど?), entrambe interpretate da Mikakuning! (un gruppo formato da Haruka Terui, Eriko Matsui e Yuri Yoshida). In America del Nord i diritti sono stati acquistati dalla Sentai Filmworks, mentre gli episodi sono stati trasmessi in streaming, in contemporanea col Giappone, da Crunchyroll.

#### Episodi
| Nº | Titolo italiano (traduzione letterale) Giapponese 「Kanji」 - Rōmaji                                                                              | In onda          | In onda |
| Nº | Titolo italiano (traduzione letterale) Giapponese 「Kanji」 - Rōmaji                                                                              | Giapponese       |         |
| 1  | È importante iniziare col piede giusto 「何事も最初が肝心です」 - Nanigoto mo saisho ga kanjin desu                                               | 8 gennaio 2014   |         |
| 2  | Non è male avere una cognata loli 「ロリ小姑ってのも悪くないわ」 - Rori kojūtome tte no mo warukunai wa                                           | 15 gennaio 2014  |         |
| 3  | Posso sentire i cenni di una commedia romantica 「ラブコメの波動を感じる」 - Rabukome no hadō o kanjiru                                           | 22 gennaio 2014  |         |
| 4  | È solo una pervertita 「あれはただのへんたいです」 - Are wa tada no hentai desu                                                                   | 29 gennaio 2014  |         |
| 5  | Questa donna ha partorito? 「これが経産婦だと」 - Kore ga keisanpu dato                                                                           | 5 febbraio 2014  |         |
| 6  | Ma certo! Colmerò il vuoto con una cognata 「そうだ、小姑でうめよう」 - Sō da, kojūto de umeyō                                                    | 12 febbraio 2014 |         |
| 7  | Quella è una cosa, questa è un'altra 「それはそれ、これはこれ」 - Sore wa sore, kore wa kore                                                      | 19 febbraio 2014 |         |
| 8  | Solo una sorella minore può alleviare la tristezza di una sorella minore 「妹の悲しみをいやすのは、妹」 - Imōto no kanashimi o iyasu no wa, imōto | 26 febbraio 2014 |         |
| 9  | Com'è umiliante, mi sento così imbarazzata 「くつじょくです、はずかしめをうけました」 - Kutsujoku desu, hazukashime o ukemashita                  | 5 marzo 2014     |         |
| 10 | Ho dato un'occhiata al termine "Fase Lovey-Dovey" 「デレ期という単語を調べたら」 - Dere-ki to iu tango o shirabetara                              | 12 marzo 2014    |         |
| 11 | Godersi il fazzoletto 「ハンカチを楽しんでるのよ」 - Hankachi o tanoshinderu no yo                                                                | 19 marzo 2014    |         |
| 12 | Capisci? Capisco 「わかってる? わかってる」 - Wakatteru? Wakatteru                                                                                | 26 marzo 2014    |         |